# Quảng Đức Tuyên
Quảng Đức Tuyên (sinh năm 1962) là một thẩm phán người Việt Nam. Ông hiện là Phó Chánh án Tòa án nhân dân cấp cao tại Thành phố Hồ Chí Minh. Ông từng là Phó Chánh tòa Tòa phúc thẩm Tòa án nhân dân tối cao tại Thành phố Hồ Chí Minh. Ông có chức danh Thẩm phán Tòa án nhân dân tối cao (Việt Nam).

## Sự nghiệp
Ngày 29 tháng 4 năm 2009, ông được bổ nhiệm giữ chức Phó Chánh tòa Tòa phúc thẩm Tòa án nhân dân tối cao tại TP. Hồ Chí Minh, thời hạn 5 năm. Lúc này ông đang là Thẩm phán Tòa án nhân dân tối cao (Việt Nam) đang công tác tại Tòa phúc thẩm Tòa án nhân dân tối cao tại Thành phố Hồ Chí Minh.
Ngày 14 tháng 8 năm 2015, ông được Chánh án Tòa án nhân dân tối cao (Việt Nam) Trương Hòa Bình bổ nhiệm chức vụ Phó Chánh án Tòa án nhân dân cấp cao tại Thành phố Hồ Chí Minh vừa được thành lập.
Trước đó, ông là Phó Chánh tòa Tòa phúc thẩm Tòa án nhân dân tối cao tại TP. Hồ Chí Minh.

### Một số vụ án nổi bật
Vụ án vườn điều:
Ông từng xét xử một số vụ án nổi bật như "vụ án vườn điều" của ông Hai Hoàng tại thôn 2, xã Tân Minh, huyện Hàm Tân, tỉnh Bình Thuận.
Vụ đại án Huyền Như: Đây là một trong 3 đại án được quan tâm nhất ở Việt Nam vào năm 2014. Ông làm chủ tọa phiên xét xử phúc thẩm từ 15/12/2014 đến 31/12/2014 cùng hai thẩm phán Phan Thanh Tùng và Mai Thị Tú Oanh.